# Paracyathus pulchellus
Paracyathus pulchellus är en korallart som först beskrevs av Philippi 1842.  Paracyathus pulchellus ingår i släktet Paracyathus och familjen Caryophylliidae. Inga underarter finns listade i Catalogue of Life.